# Percy Goetschius
Percy Goetschius (Paterson, 30 août 1853 – Manchester NH, 29 octobre 1943) est un professeur de composition, qui a gagné une renommée internationale dans l'enseignement de la théorie de la composition.

## Biographie
Goetschius suit les cours de piano de Robert E. H. Gehring, un éminent professeur de l'époque. Il devient organiste de la Seconde église presbytérienne de 1868 à 1870 et de la première église presbytérienne de 1870 à 1873, ainsi que pianiste pour la Mr. Benson Paterson Choral Society. En 1873, il se rend à Stuttgart, pour y étudier au Conservatoire avec Immanuel Faisst avant d'enseigner lui-même dans plusieurs classes, obtenant bientôt le titre de professeur. En effet, le roi Charles Ier de Wurtemberg lui confère le titre de professeur royal en 1885. Il compose beaucoup et retourne aux États-Unis en 1890. En 1892 à 1896, il travaille au New England Conservatory de Boston et ouvre ensuite son école en ville. En 1905, il est nommé à l'Institut de l'Art Musical (futur Juilliard School) à New York, dirigée par Frank Damrosch.
Parmi les élèves notables de Goetschius, on trouve Henry Cowell, Lillian Fuchs, Howard Hanson, Swan Hennessy, Leo Ornstein, Wallingford Riegger, Bernard Rogers et Arthur Shepherd. En 1917, il est élu membre honoraire de la fraternité Phi Mu Alpha Sinfonia, fraternité nationale regroupant des professionnels de la musique.
Goetschius est mort à Manchester (New Hampshire), où il résidait lors de sa retraite en 1925.
Interrogé sur la manière dont il fallait prononcer son nom, il répondit au journal The Literary Digest : « Mon nom de famille est (ou devrait être) prononcé « get'she-us ». La famille est originaire de la Suisse (1714), où le nom était Götschi. Un de mes ancêtres, du milieu du XVIIIe siècle, un savant latiniste a apposé la terminaison latine us. » (Cité par Charles Earle Funk, What's the Name, Please?, Funk & Wagnalls, 1936).
Selon Theodore Baker et Nicolas Slonimsky, « Goetschius est un produit de la tradition allemande fossilisée ; convaincu que ce que les lois de l'harmonie définies par les anciens pédagogues allemands étaient inaltérables et inviolées, il était horrifié par tout vestige de dissonances non résolues ».

## Écrits
Goetschius a publié neuf livres pédagogiques sur la théorie. Les plus importants sont :
- The Theory and Practice of Tone-Relations (Boston, New England Conservatory, 1892)
- The Material Used in Musical Composition (New York, G. Schirmer, 1882)
- Lessons in Musical Form (Boston, Oliver Ditson, 1904)
- The Homophonic Forms of Musical Composition (New York, G. Schirmer, 1921)
- Counterpoint (New York, G. Schirmer, 1930)

Alors que les livres de Goetschius sont rarement utilisés aujourd'hui comme des textes, ils contiennent beaucoup d'idées théoriques originales qui ont été transmis de maître à élève et sont largement acceptées aujourd'hui.

## Théorie de la progression harmonique
Peut-être la théorie la plus importante mise en avant par Goetschius est celle de la nature de la progression harmonique, qui est d'abord apparue dans The Theory and Practice of Tone-Relations (1892) [La Théorie et la pratique des relations tonales]. Selon la théorie de Goetschius, l'accord sur le cinquième degré (V) dans une tonalité se résout à la tonique dans l'accord sur le premier (I), en raison de l'intervalle acoustique parfait de la quinte entre la racine de V et de I : 
Goetschius estime que, puisque le ton supérieur de la quinte est un harmonique naturel de la basse, un accord ancré sur le haut de la tonalité demande à être « résolu » en progressant vers l'accord ancré sur le plus grave. En outre, cette théorie est étendue à d'autres accords dans une tonalité, de sorte que la tendance normale d'un accord (accord ou accord de septième) dans une tonalité est de progresser vers l'accord enraciné une quinte de moins. 
La seule faiblesse de cette théorie est son incapacité à rendre compte de l'importance de la sous-dominante d'un accord du quatrième degré (IV), fréquemment utilisé dans la pratique musicale. Bien que Goetschius reconnaisse l'importance de l'harmonie du quatrième degré ailleurs dans ses écrits, il ne semble pas avoir une place dans sa théorie de la progression harmonique.